# Western Kentucky University

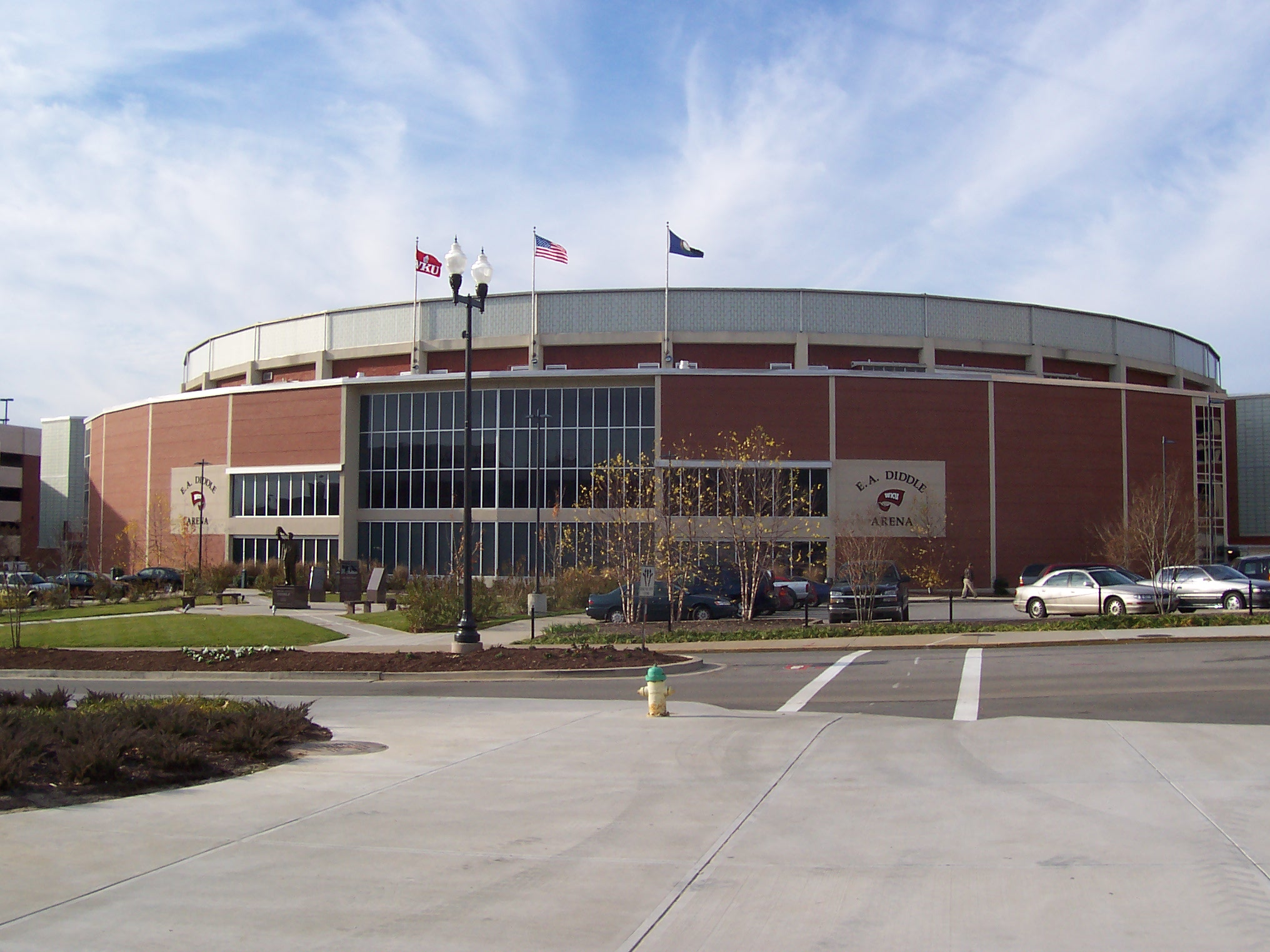
Diddle Arena

Die Western Kentucky University (auch WKU genannt) ist eine staatliche Universität in Bowling Green im US-Bundesstaat Kentucky. An der 1906 gegründeten Hochschule sind über 17.000 Studenten eingeschrieben.

## Geschichte

### Historische Objekte
- Am Campus der Hochschule befindet sich das historische Health Buildings-Gymnasium (auch bekannt als Helm Library). Das 1930 errichtete Schulgebäude wurde am 18. Dezember 1979 vom National Register of Historic Places als historisches Denkmal mit der Nummer 79001034 aufgenommen.[1][2]

- Ebenfalls am Campus findet man das historische Kentucky Building. Es wurde um 1930 gebaut und befindet sich an der Russellville Road. Architekt war Brinton B. Davis.[3]

- Die Van Meter Hall (auch bekannt als Van Meter Auditorium bezeichnet) befindet sich an der 15th Street, und wurde 1979 zum nationalen Denkmal erklärt (NRHP-ID 79001042).

## Sport
Die Männersportteams der WKU sind die Hilltoppers, die der Frauen die Lady Toppers. Die Hochschule ist seit 2014 Mitglied in der Conference USA der NCAA Division I.

## Persönlichkeiten
- John Carpenter – Filmregisseur
- Romeo Crennel – Footballtrainer
- Darius Hall – Basketballspieler
- Cordell Hull – „Secretary of State“ unter Franklin Roosevelt, Träger des Friedensnobelpreis 1945
- Courtney Lee – Basketballspieler
- Charles Napier – Schauspieler
- Kenny Perry – Golfspieler
- Michael Rosenbaum – Schauspieler